# Riksbron

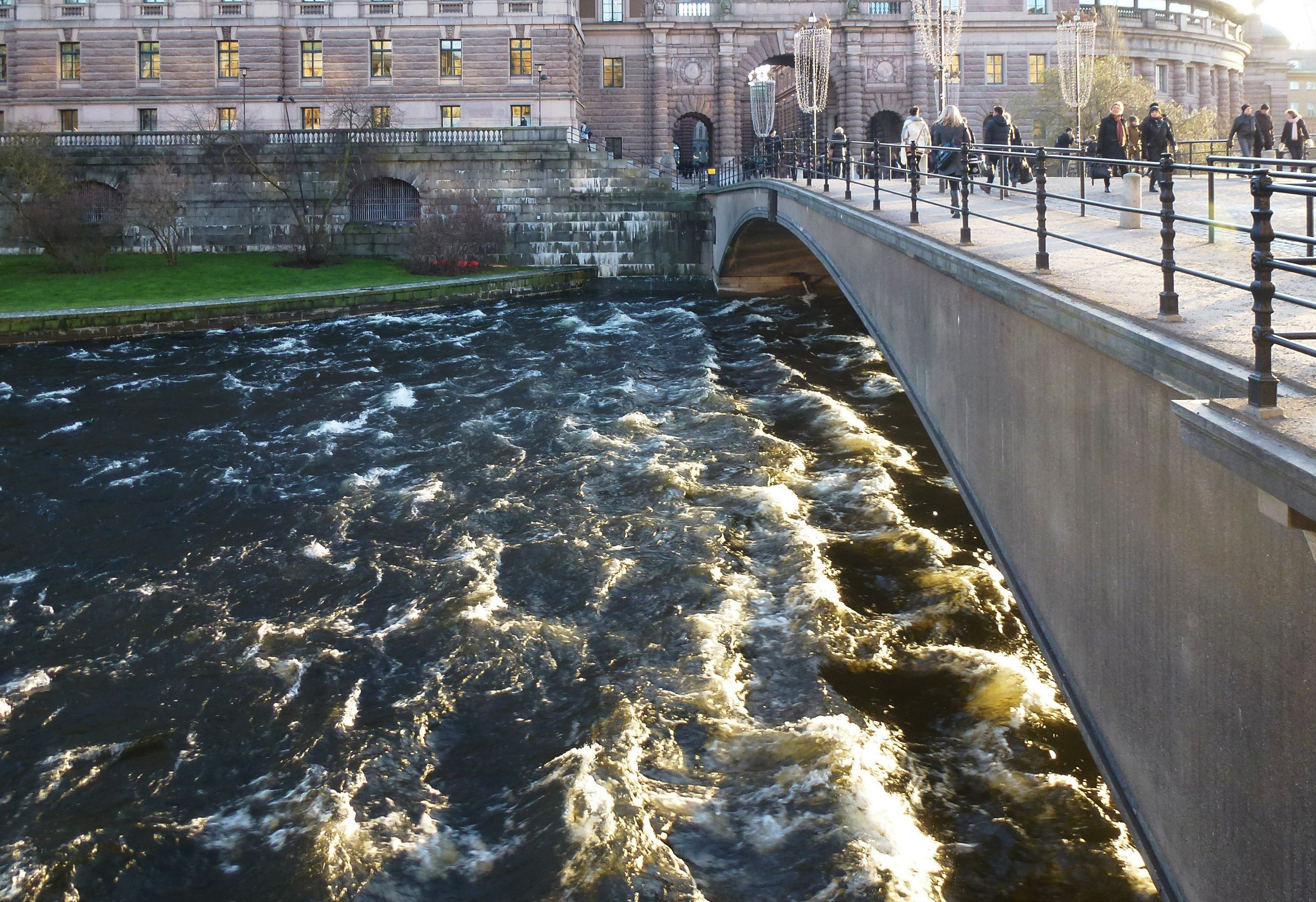
Riksbron och Norrström från Strömgatan.

Riksbron är en bro mellan Norrmalm och Helgeandsholmen i Stockholm. Den leder över Norrström och förbinder Drottninggatan med Riksgatan, den gata som går genom Riksdagshuset. Strax öster om Riksbron ligger Norrbro, Stockholms äldsta bevarade stenbro.

## Historik

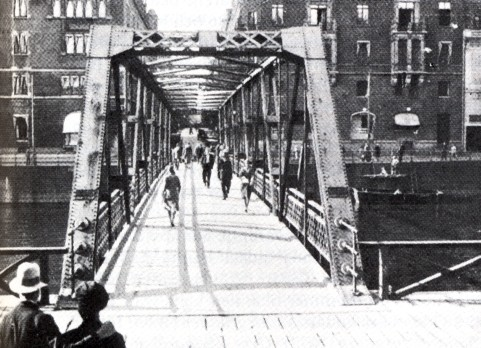
Gamla Riksbron "Råttfällan" på 1930-talet.

Denna bro till Helgeandsholmen hade diskuterats länge med olika sträckningar. Karl XII föreslog i ett brev från Bender 1712 byggandet av en bro och arkitekten Eric Palmstedt återkom till samma förslag 1794. Ett förslag framfördes av en kommitté 1862. Inför uppförandet av riksdags- och riksbankshusen kring sekelskiftet 1900 togs på nytt planerna upp och en stenbro med tre spann föreslogs 1898. Den skulle då placeras på det som senare kom att bli dess nuvarande sträckning. 1906-1907 uppfördes till sist en provisorisk gångbro, en järnkonstruktion som snart fick namnet "Råttfällan".
Riksbron invigdes av kung Gustaf V den 19 december 1931 i närvaro av kronprinsparet och prinsessan Ingrid samt prinsarna Gustaf Adolf, Sigvard, Wilhelm, Carl och Eugen. Tal hölls av hamnstyrelsens ordförande, industriborgarrådet Gottfrid Björklund samt av stadsfullmäktiges ordförande Knut Tengdahl.

## Fakta om nuvarande bron
Den nuvarande bron konstruerades av K.A. Wickert på Stockholms stads hamnbyggnadskontor. Byggnadsarbetet utfördes efter arkitekten Ragnar Östbergs ritningar av AB Arcus under ledning av civilingenjör Axel Björkman. Bron är 44 meter lång, 13,5 meter bred, varav körbanan är 7,5 meter och vardera gångbanan 3 meter. Vid hjässan är den 9,75 meter över slusströskeln. Den är utförd i ett bågspann av armerad betong. Granitstenen kommer från Vätö i Roslagen. 

## Bilder

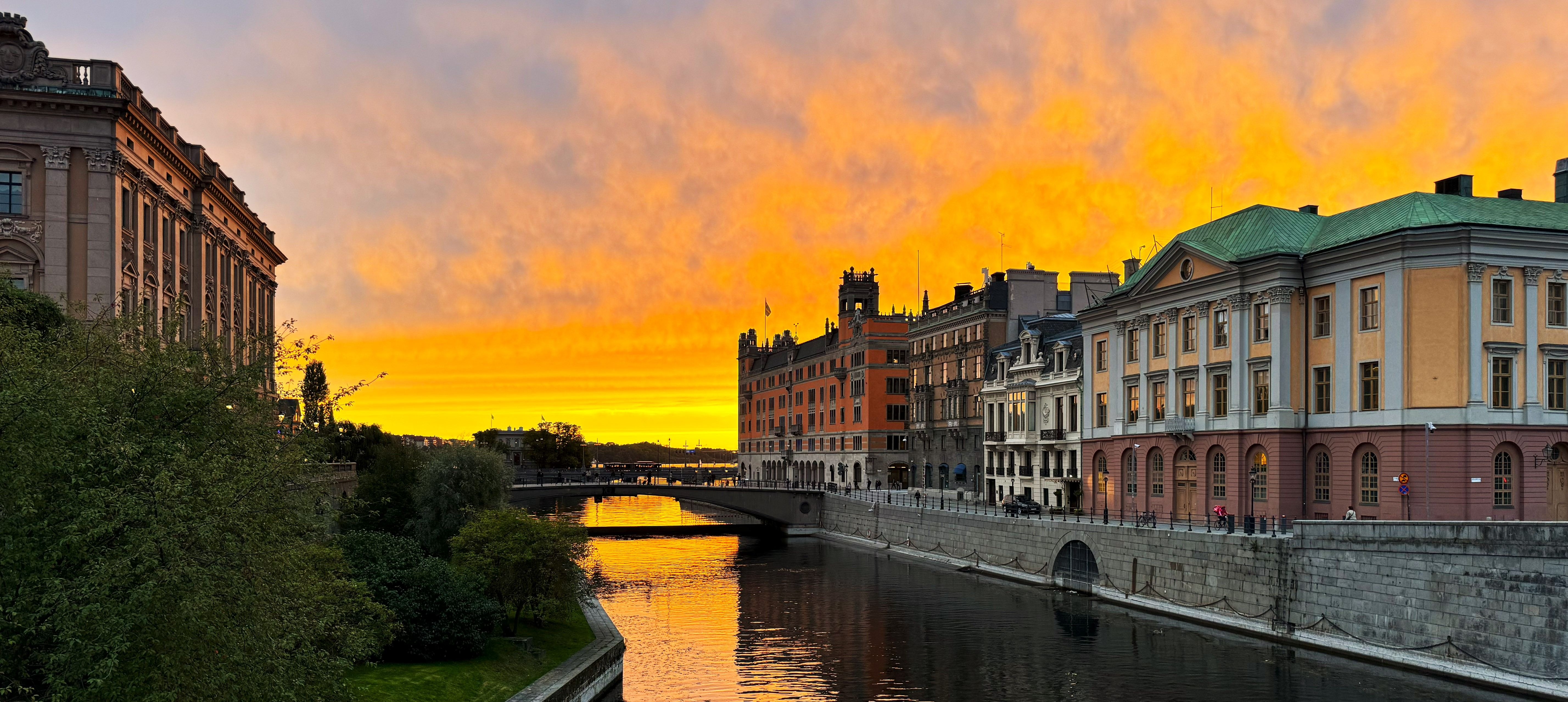
Riksbron över Norrström från Norrbro i öst. På vänster sida om strömmen Riksdagshuset, på höger sida Arvfurstens palats, Sagerska huset, Adelswärdska huset och Rosenbad
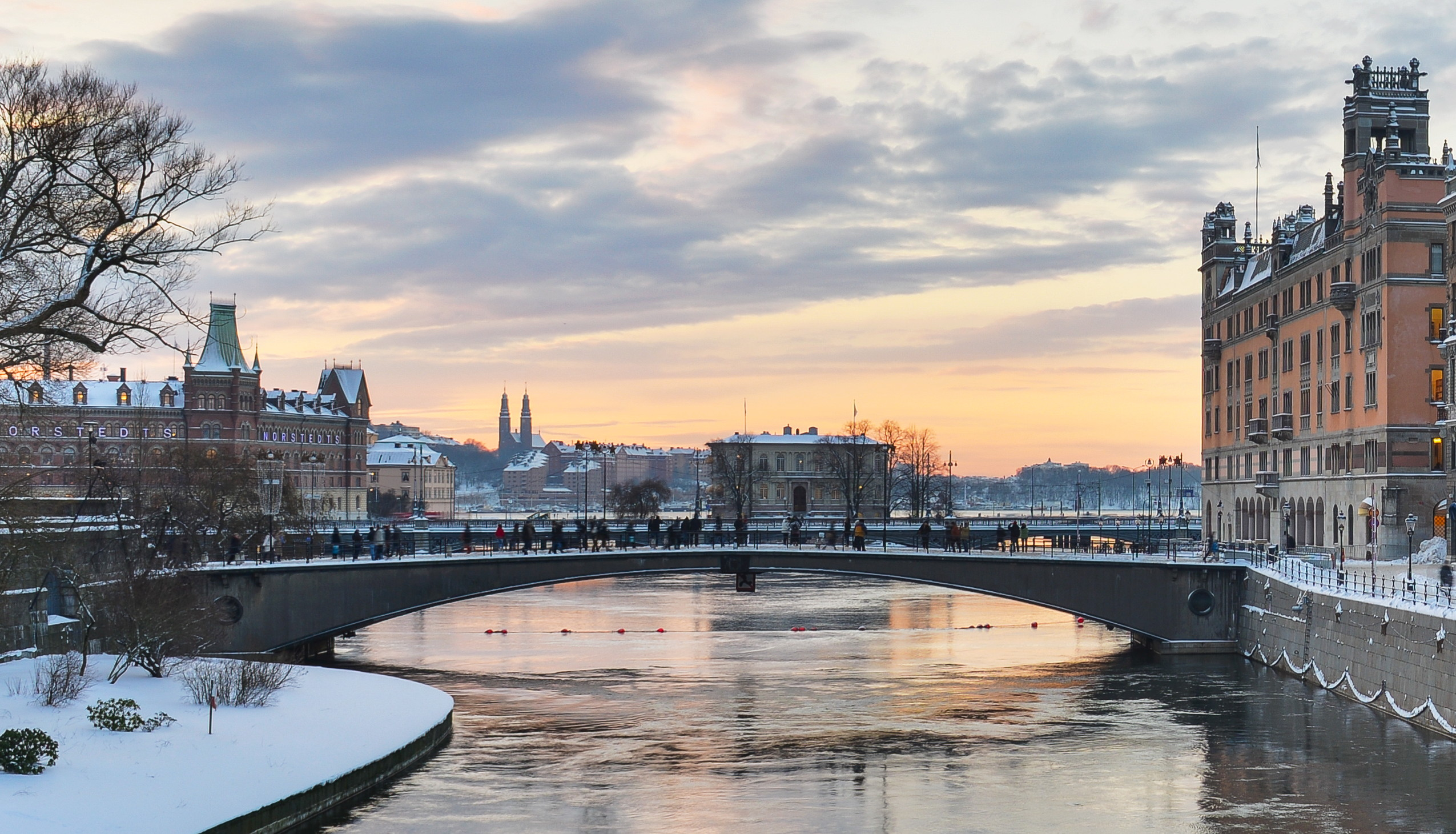
Riksbron från öst
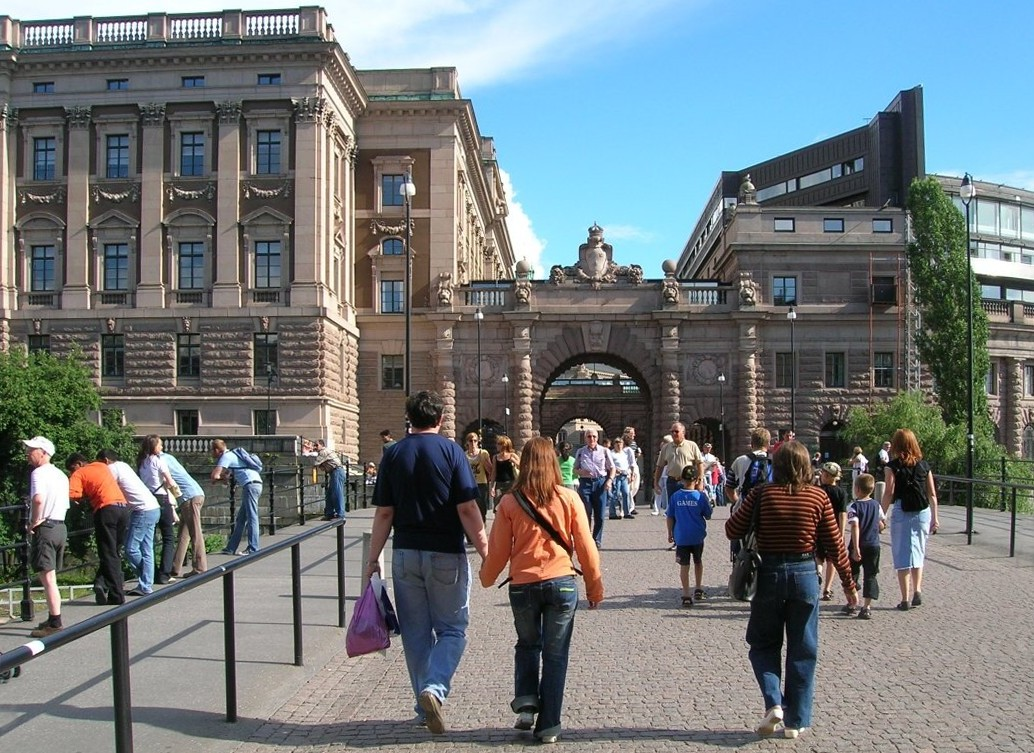
Promenad på Riksbron
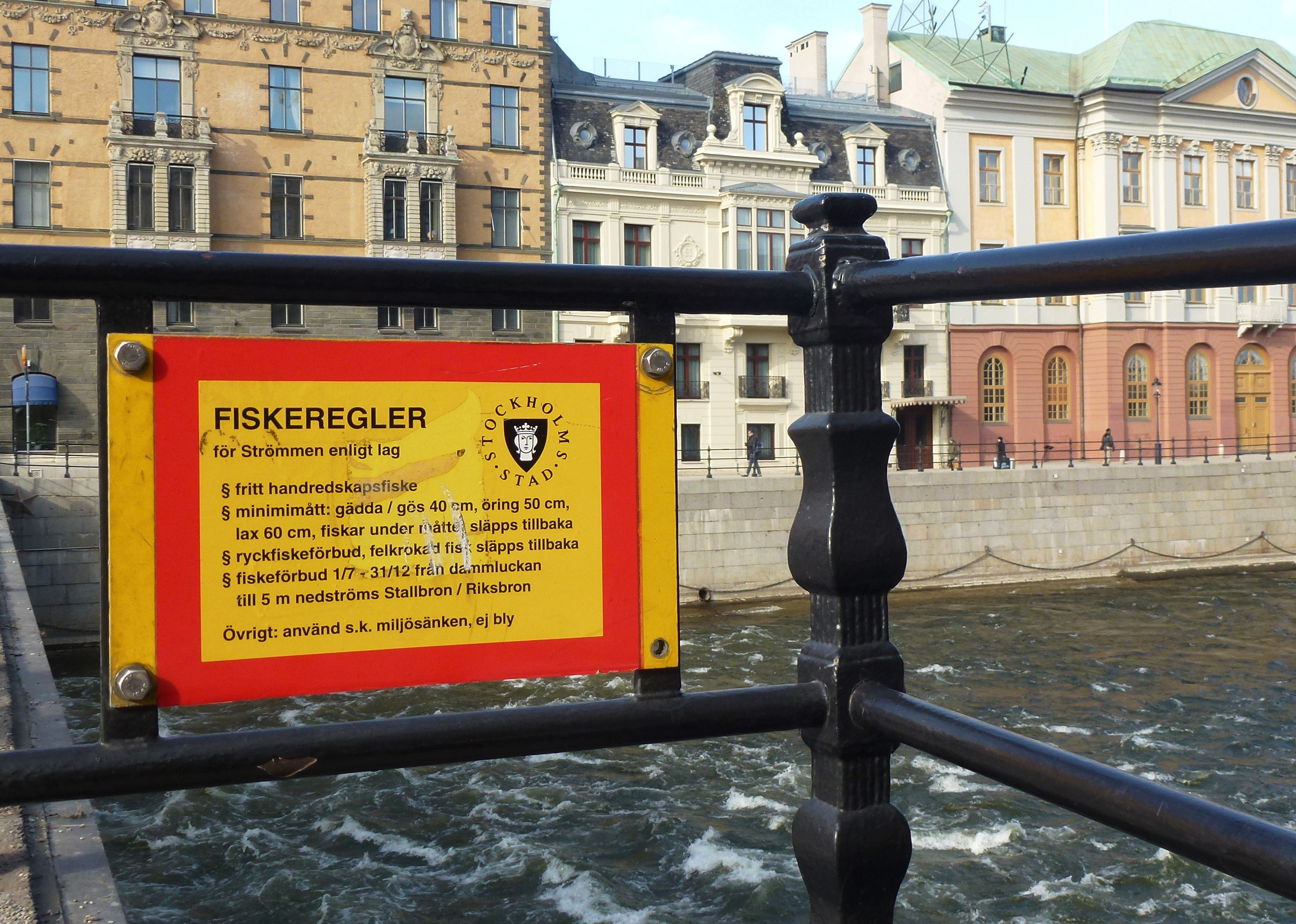
Fiskeregler på Riksbron
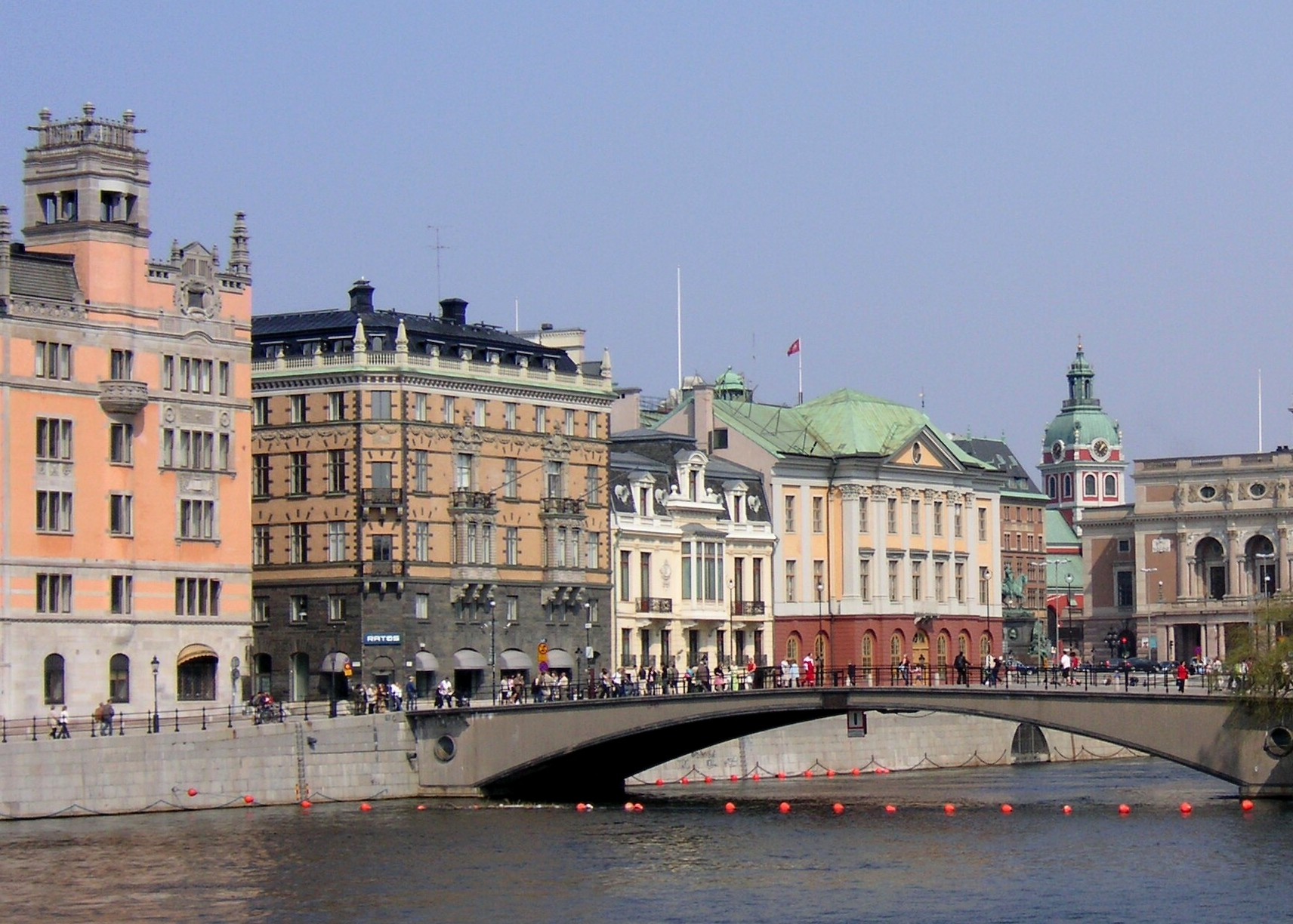
Riksbron från väst